# تومسلاف دريتار
ولد توماس دريتار، الملقب «تومسلاف دريتار» بمدينة نوفا غرادشكا بكرواتيا. منح الجنسية البلجيكية ويقطن حاليا بدروغنبوس بالقرب من بروكسل.
شاعر وكاتب وأستاذ جامعي وترجمان وناقد أدبي وصحفي وناشر. كان قائدا للقوات العسكرية الكرواتية (في القطاع الشمال الغربي) للبوسنة والهرسك المستقلة بجانب الحكومة.

## دراسته
جامعة! علوم التربية برييكا (كرواتيا), دراسات ما بعد التدرج بجامعة سراييفو (للبوسنة والهرسك).

## المؤلفات
تسع (09) دواوين شعر بالغة الكرواتية، كتاب بالغة الإيطالية، ثلاث (03) كتب بالغ! ة الفرنسية، كتاب واحد بلغة الروم. ثلاث مئة (300) مقالة ودراسات علمية.
عضو بجمعية كتاب البوسنة والهرسك Hrvatsko Društvo Književnika Herceg-Bosna

## الحياة العسكرية
صنف الضباط:
§ عقيد للقوات العسكرية بمجلس الدفاع الكرواتي.

## التربية
أكمل تومسلاف دراساته بكلية علوم التربية بجامعة رييكا ودراساته كطالب في الطور الثالث في العلوم الإنسانية بجامعة سراييفو. كاتب وناقد أدبي، مؤلف لحوالي عشر (10) دواوين شعر وأكثر من ثلاث مائة نص علمي ومتخصص ونقدي في المجال الأدبي وعلم اجتماع الثقافات والفلسفة والفنون الجميلة والسياسة.

## أصله
ابن رودزيكا ريفيتش من ليوبيا رودنيك في البوسنة والهرسك وابن فلاديمير دريتار من تشيرنيك بنوفا غراديشكا. أكملت أمه تعليمها ! بالمدرسة المدنية للفتيات الكاثوليكيا في برييدور بالبوسنة والهرسك. أما أبوه فقد تمدرس بثانوية التعليم العالي بنوفا غراديشك ثم بعدها أكم! تعليمه بكلية علم الإحراج بجامعة زاغريب في نفس الشعبة. لكنه بفعل شبابه ووطنيته الكرواتية ألاّ مناصرة لليوغوسلافية، التحق تومسلاف سنة 1941 بالتعليم الحربي بستوكرو أين يرتقي إلى مرتبة ضابط صف بفرع أل " SS" لبضعة أشهر وهو فرع القبّعات الزرق. قرر من بعدها الفرار ومغادرة الفرع لسبب قسوّة المعاملة الضباط الألمان للكروات. حكمت عليه المحكمة العسكرية غيابيا بالإعدام. أصبح بعدها متطّوعا في جيش الأستاتشي، جيش المتمرّدون بالغة الكرواتية "Ustaška vojnica" – أين يرتقي إلى رتبة ملازم ثاني. من بعدها قرّر الفرار ثانيتا من الفرعّ لسبب المعاملة ألاّ إنسانية للضبّاط الأستاتشي والقادة. حكمت عليه المحكمة العسكرية مرتا أخرى غيابيا بالإعدام.
استقرّ بعدها في الجيش النظامي الكرواتي – دوموبراني – برتبة ملازم أوّل، فقد كان قائد مركز عسكري بفيربا. بعد سقوط نوفا غرا ديسكا، مسقط رأسه، يتراجع مع كامل الجيش الكرواتي ويختفي مع المأس! ة الكرواتية بالقرب من بلايبرغ.

## التربية
أكمل تومسلاف الابن دراسته، بجامعة علوم التربية برييكا، والدراسات ما بعد التدرّج بجامعة سراييفو. كاتب وناقد أدبي، مؤلّف لحوالي عشر (10) دواوين شعر وأكثر من ثلاث مائة نص علمي ومتخصص ونقدي في المجال الأدبي وعلم اجتماع الثقّافات والفلسفة والفنون الجميلة والسياسة.
يعترض علنيا لبوبان حول إنشاء شبه دولة كرواتية اسمها «البوسنة والهرسك» [(هرسغ/ك: لقب دوق استبان كوزاتشا) وسميت مقاطعته في العصور الوسطى باسم هرزغوفينا، لأنها من ممتلكات هرسغ (الدوق) المرتبطة بالبوسنة]. كان الأمر كذلك مع التشاتنيكس بالنسبة للبوسنة والهرسك. حاول رفقاء بوبان اغتياله مرّات عديدة، لكنه استطاع الفرار في كل مرّة.
كان من الأوائل الذين شاركوا منذ البداية في المعارك التي نظّمت على أساس مشروعه. لقد نجح في تشييده لبيان موّحد لإعادة الثقة والتساوي مع التركيبة البوسنية.
لقد أسس توماس دريتار يوم 12 من شهر جوان 1992 بتخشيبات "Zrinski-Frankopan" في çBiha بضواحي ŽEGAR، أول كتيبة كرواتية لبيهاتش، أطلقت عليها اسم «الكتيبة الكرواتية 101 لبيهاتش». انظم بعدها إلى «الفرقة الثانية الكرواتية – الإسلامية لبيهاتش», والتي كانت ترجع إلى الركن الخامس لجيش البوسنة والهرسك المسمى «! الفرقة 502 الكرواتية – الإسلامية لبيهاش». شارك بعدها في عملية انقاظ طائرتي دعم من صنف Courier والتي كان لها الفضل خلال الحرب لتموين وتدعيم الجيش بالمستلزمات الضرورية. لقد سّير عملية تنظيم وإنشاء جيش الطيران وإنجاح أوّل عمليات ربط جوّي سرّي ليلا على خطّ «زاغرب – بيهاتش».

## نهاية حياته السياسية والعسكرية. وحده ضد الجميع
بسبب خلافه مع محاميي جيش البوسنة والهرسك، وبسبب عملاء الرئيس توجمان، غادر تومسلاف كل مناصبه السياسية والعسكرية. بمساعدة مراقبون المجموعة الأوربية، قرر اللجوء إلى بلجيكا أي يقطن حاليا. يعيش تومسلاف وهو متأكد كلّ اليقين بتورط توجمان بغزو البوسنة والهرسك، بأنّه جان في الحرب الكرواتية البوسنية وبسلبه لكرواتيا ومنحها كواحدة من ممتلكاته لأعوانه وعملاءه. يعتقد أيضا تومسلاف أن توجمان مخطط اغتيالات القادة العسكريين للHOS (قوات مجلس الدفاع اكرواتي) بلاز كرالييفيتش وأنتي بارادزيك. أنه منظم لخطط سرية قيادية مع ميلوسيفيتش وخادمه عزت بيغوفيتش، أين هذا الأخير قام بخيانة البوسنة والهرسك وخطط هاذين الرجلين بتقطيعها.

## محارب قديم
منذ التجاء تومسلاف إلى بلجيكا، يشتغل بالجامعة الكاثوليكية بLouvain-la-Neuve. قام بترجمة الكتابين المقدّسان، المزعوم إنجيل أورشليم وترجمة مسكوني للإنجيل إلى اللغة البوسنية والكرواتية والصربية. قد قام أيضا لأول مرة في تاريخ كرواتيا بربطها مع الإسلام بترجمة القرآن الكريم إلى اللغة الكرواتية. من ترجم! ته أيضا أكثر من عشر مؤلفات لمؤلفين فرنسيين ثلاث من مؤلفاته الخاصة إلى اللغة الفرنسية. لتومسلاف موطنين: كرواتيا، موطن أبيه والبوسنة، موطن أمه. أحبهما كثيرا، ذهب للقتال من أجلهما وفي الأخير خسرهما.

## المؤلفات
· Douleur, rhapsodie tsigane, poésie, Novi Sad 1990 (en: The Distress, Gypsys Rhapsodie)
Vox interioris, poésie, Sarajevo 1976
Iris Illyrica daring, poésie, Banja Luka 1980
The Path inaccessible, poésie, Bihac 1984
Transfigurations, poésie, Bihac 1984
The Book of Desire,poésie, Bihac 1986
The Painting, Bunch of sunlight, poésie, Beograd 1988
The bitter Silver, poésie, Banja Luka 1989
Search of the infinity, poésie, Kikinda 1989
L'image, florilège des lumières, poésie, Paris 2001
L'Ancre, poésie, Zagreb 2004
Le foyer de paroles, poésie, Paris 2006

## مذكور أيضا في المنتقيات الآتية
Anthologie de la poésie tsigane (Romane poetongi antologia-trilangue), Budapest, 1996, et Lausanne, 2001
Sakupljena baština : la poésie croate (1940-1990), Zagreb, 1993 et 1996
Krvatska : anthologie de la poésie patriotique croate, Zagreb, 1993
Anthologie historique de la poésie des Croates de Bosnie-Herzégovine, des sources jusqu'à nos jours, Mostar, 2001, et Sarajevo, 2002

## الترجمات
- الإنجيل
- القرآن الكريم
- Paul Celan
- Xavier Deutsch
- William Cliff
- François Emmanuel
- Jacques Attali
- Monique Thomassettie
- Michel Lambert
- Marc Quaghebeur
- Admiral Mahic
- Bernard Sève
- Benoît Muraille
- Edina Bozoky
- Gérard Adam...